# Molenna Opieki Matki Bożej w Borysowie
Molenna pod wezwaniem Opieki Matki Bożej – molenna staroobrzędowców w Borysowie, położona przy ulicy Dzierżyńskiego we wschodniej części starego miasta. Znajduje się na dawnym cmentarzu miejskim ok. 500 m od prawosławnego soboru Zmartwychwstania Pańskiego.
Obiekt zbudowano w końcu XVIII w. jako kaplicę unicką na miejscu dawnego prawosławnego monasteru Zmartwychwstania Pańskiego. W 1812 została odnowiona, jednocześnie zmieniono jej wezwanie na św. Andrzeja. W 1826 odbył się kolejny remont świątyni, tym razem z inicjatywy Tekli Szatiłowej – żony horodniczego borysowskiego. W 1910 drewniana świątynia spróchniała. 
W 1933 r. władze stalinowskie zamknęły świątynię (wówczas cerkiew prawosławną); na jej ponowne otwarcie zezwoliły jednak niemieckie władze okupacyjne w 1942. Jedenaście lat później cerkiew została odremontowana, m.in. pokryto ją blaszanym dachem.
W latach 90. XX w. obiekt został przekazany staroobrzędowcom i jako molenna nosi wezwanie Opieki Matki Bożej.